# Jesper Knudsen
Jesper Knudsen (*1964) is een Deens kunstschilder. Hij draait het materiaal meerdere malen tijdens het schilderen. Vreemde dieren, gezichten, lichamen en lichaamsdelen zijn geschilderd in heldere kleuren in lagen over een gedeelte van elkaar. Het medium is olie of acryl op doek, maar ook grafische werken maken deel uit van zijn artistieke productie.